# Grotte di Bluefish
Le grotte di Bluefish (inglese: Bluefish Caves) è un sito archeologico nel territorio dello Yukon (Canada), ubicato 54 km a sudovest della comunità Vuntut Gwichin di Old Crow, nel quale un campione di osso di mammut presumibilmente lavorato dall'uomo è stato datato a 28.000 anni prima del presente (BP), prima dell'età generalmente accettata per l'insediamento umano nel Nuovo Mondo.

## Contesto
Le grotte di Bluefish Cave erano note inizialmente alle Prime Nazioni locali, ma furono rese popolari da una spedizione di pesca nel 1976, e in seguito dai ricercatori. Questo sito è composto da tre piccole grotte, che vanno da 10 a 30 m³. La prima grotta contiene varie ossa animali che sembravano essere state trascinate là da predatori, ma i ritrovamenti di segni di utensili e di alcuni utensili stessi indicano una presenza umana.

## Datazione
Il sito fu portato alla luce dall'archeologo Jacques Cinq-Mars tra il 1977 e il 1987, e la datazione iniziale al radiocarbonio suggeriva un'età di 25.000 anni prima del presente (BP). Questo risultato fu considerato controverso poiché era in contrasto con la teoria dei "Primi Clovis" (Clovis-First theory), ampiamente accettata dagli accademici all'epoca, che riteneva che la data più iniziale di popolamento del Nord America fosse intorno a 13.000 BP.
Un riesame del sito nel 2017 scoprì che ha 24.000 anni, offrendo sostegno all'ipotesi della "sosta beringiana" (Beringian standstill) - che gli antenati dei Nativi americani trascorsero un tempo considerevole in un rifugio beringiano durante l'ultimo massimo glaciale prima di popolare le Americhe.